# Daikō-ji (Mitoyo)

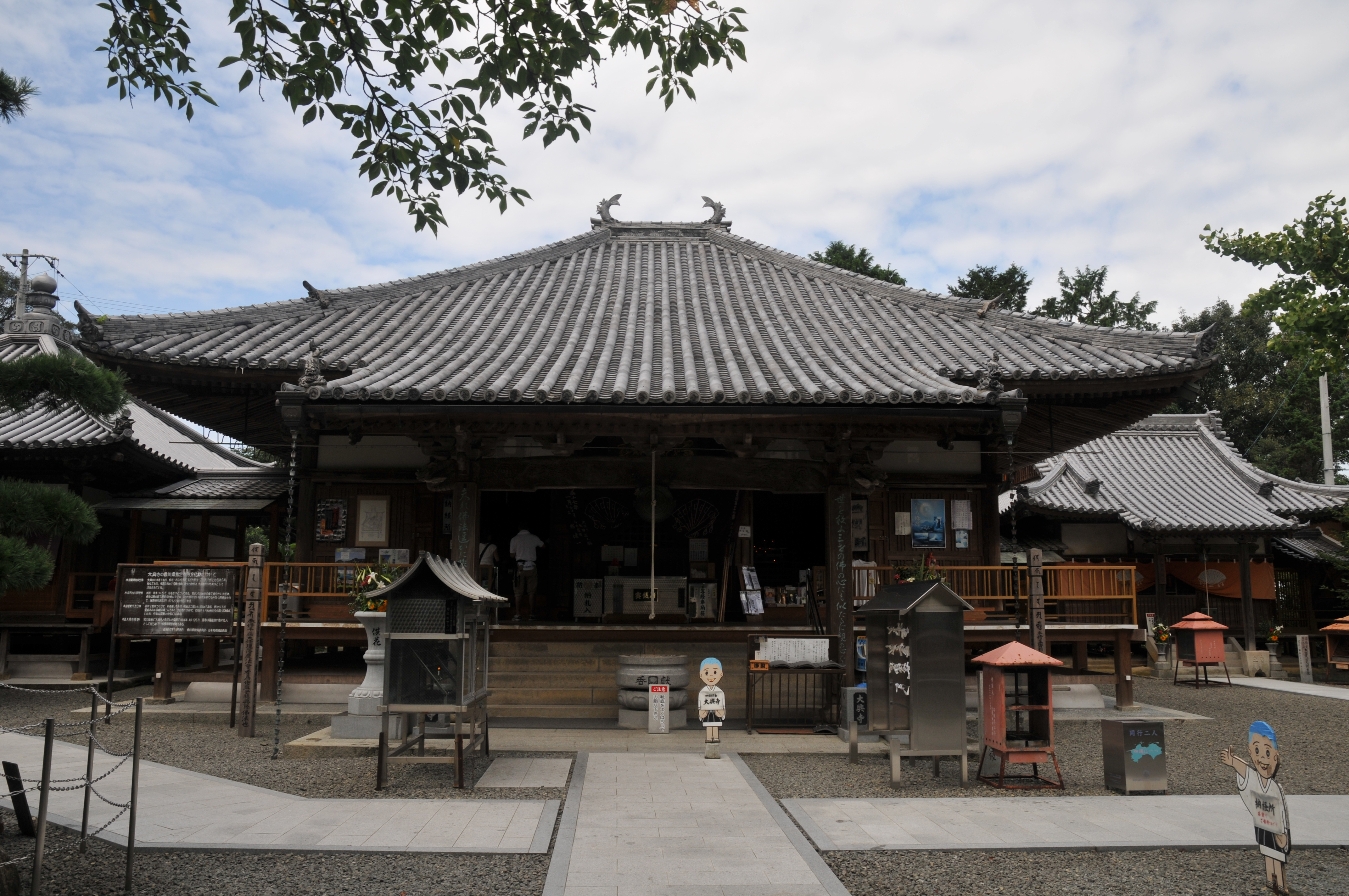
Die Haupthalle des Tempels

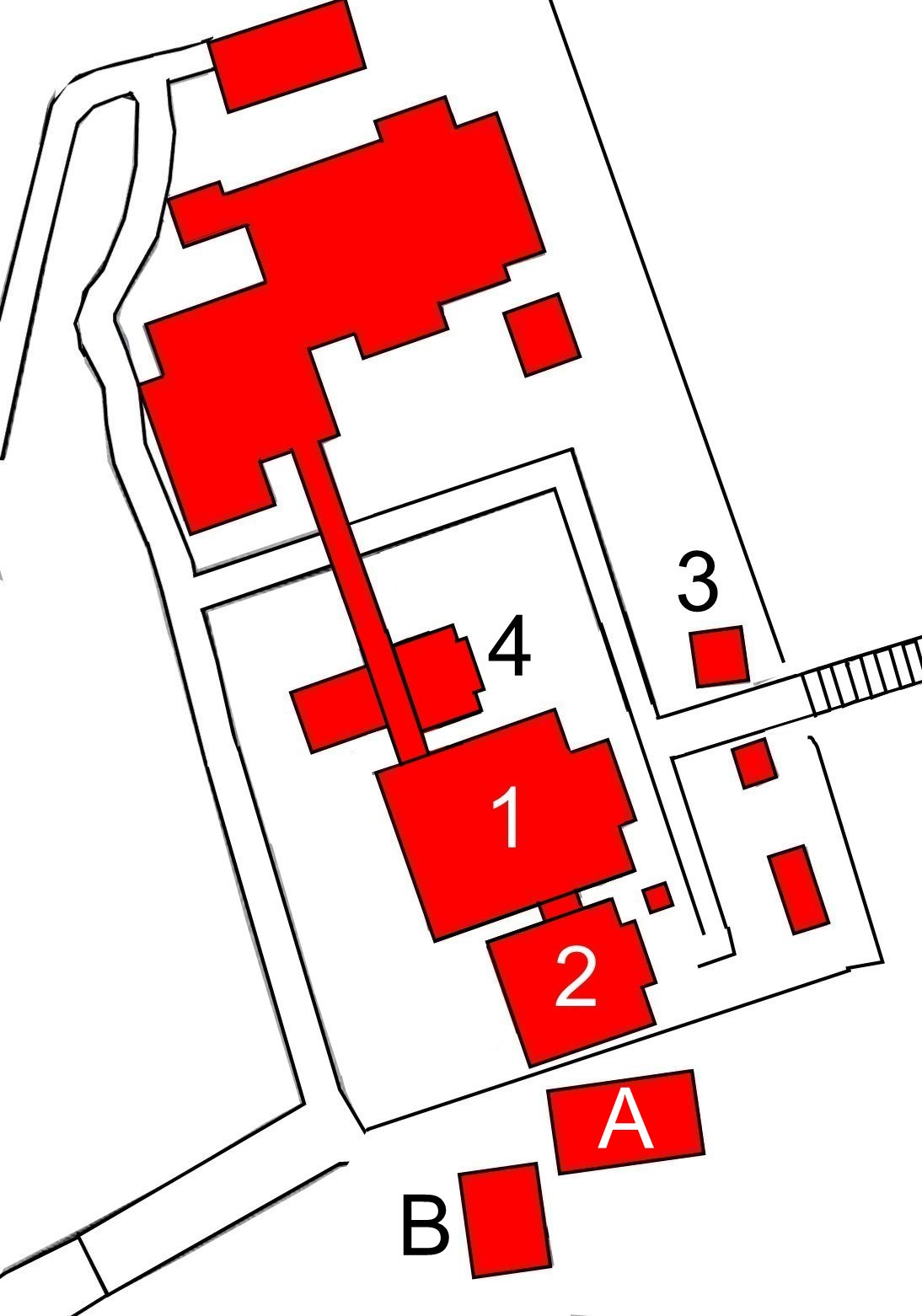
Plan des Tempels (s. Text)

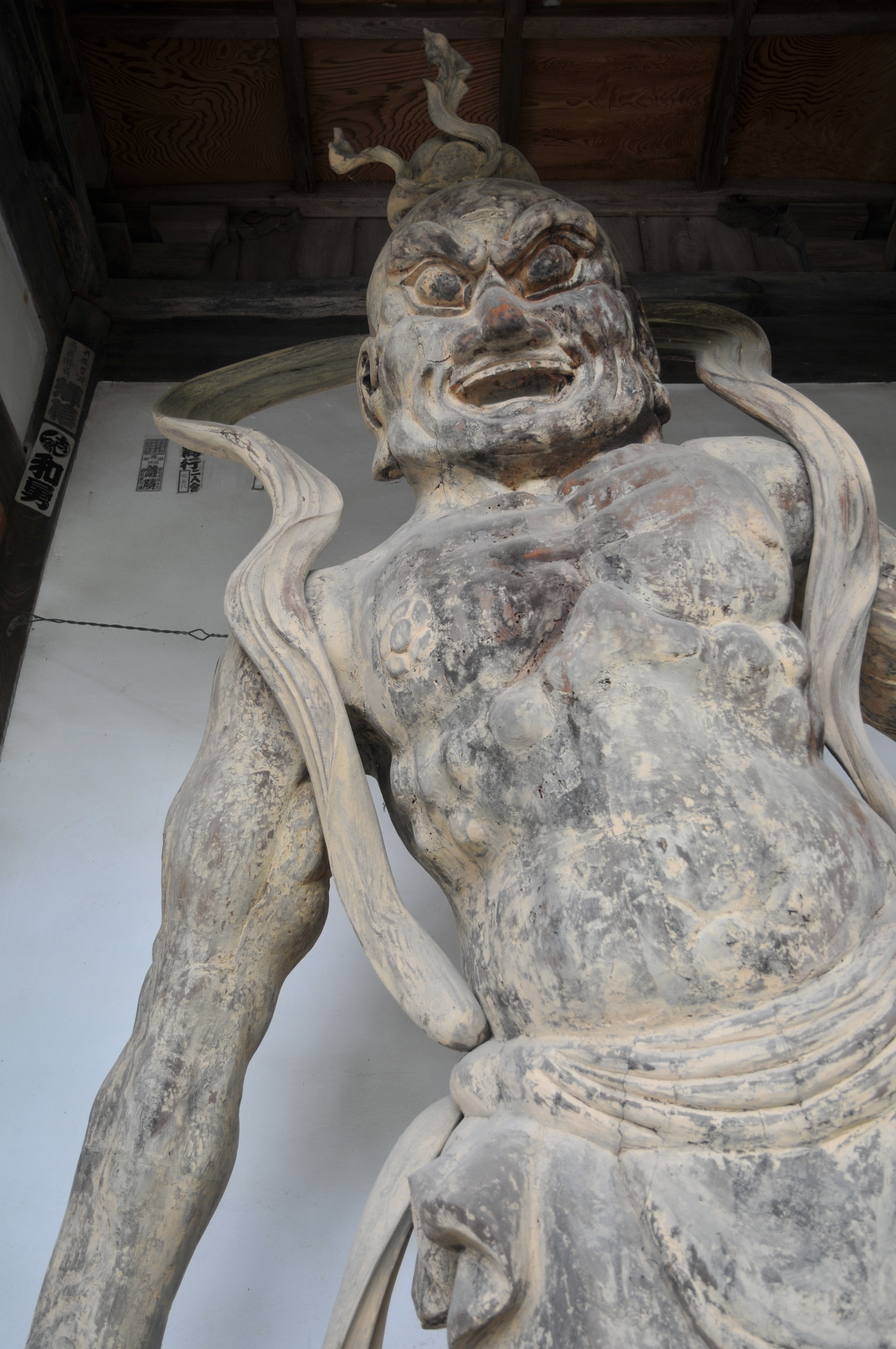
Linker Tempelwächter

Der Daikō-ji (japanisch 大興寺), auch Komatsu-ji (小松尾寺) genannt, mit den Go Komatsuozan (小松尾山) und Fudōkōin (不動光院) ist ein Tempel der Shingon-Richtung des Buddhismus in Mitoyo (Präfektur Kagawa). In der traditionellen Zählung ist er der 67. Tempel des Shikoku-Pilgerwegs.

## Geschichte
Der schriftlichen Überlieferung des Tempels (Daikōji engi) wurde der Tempel im Jahr 822 von Priester Kūkai auf Wunsche des Kaisers Saga gegründet. Der Tempel entwickelte sich zu einer großen Anlage mit 36 Mönchsklause (僧坊). Als aber Chōsokabe Motochika in den Jahren 1578 bis 1583 in die Provinz Sanuki einbrach und diese verwüstete, wurde der Tempel bis auf die Haupthalle zerstört.
Erst 1789 kam es zum Wiederaufbau, bei dem auch die lange Steintreppe angelegt wurde.

## Anlage
Am Fuße der Anhöhe steht im Osten das Tempeltor, das hier als Nio-Tor (仁王門, Niō-mon), also als Tor mit den beiden Tempelwächtern rechts und links vom Durchgang ausgeführt ist. Dann man steigt eine lange Steintreppe hoch zu den Gebäuden der Tempelanlage. Oben angekommen hat man rechts die Tempelglocke (鐘楼, Shōrō; 3), voraus sieht man die Haupthalle (本堂, Hondō; 1), links daneben die Halle, die dem Tempelgründer gewidmet ist, die Daishidō (大師堂; 2), Rechts neben der Haupthalle steht die Tendaidaishido (天台大師堂; 4).
Unmittelbar im Süden der Anhöhe angrenzend steht das Versammlungshaus der Selbstverwaltung von Komatsuo (小松尾自治会館, Komatsuo Jiji Kaikan; A) und der Schrein, in dem Kumano Sansho Gongen (熊野三所権現; B), in dem die Heiligen der drei Kumano-Schreine verehrt werden.

## Schätze
Der Tempel besitzt vier von der Präfektur als wichtige Kulturgüter registrierte Skulpturen: (1) Die Hauptkultfigur in der Haupthalle ist der heilende Buddha, Yakushi Nyorai (薬師如来). Es ist eine sitzende Figur  aus lackiertem Holz, 84 cm hoch. Sie wurde von Kūkai angefertigt, stammt also aus der späten Heian-Zeit. (2) In der Nachbarhalle rechts, die der Tendai-Richtung gewidmet ist, befindet sich eine Skulptur des Begründers des Tendai, des Chinesen Zhi Yi (Japanisch Chigi), die aus der Kamakura-Zeit stammt. (3 und 4) Die Tempelwächter (金剛力士, Kongrikishi) im Niō-Tor wurden von dem berühmten Unkei hergestellt. Sie sind mi einer Höhe von 3,24 m die größten der 88 Tempel des Shikoku-Pilgerwegs. – Die Tempelglocke war von der Schule des Glockengießer Hara Kichibee (原吉兵衛) 1685 ursprünglich dem Schrein Sugao (菅生神社, Sugao jinja) gestiftet, kam dann aber hierher.

## Bilder

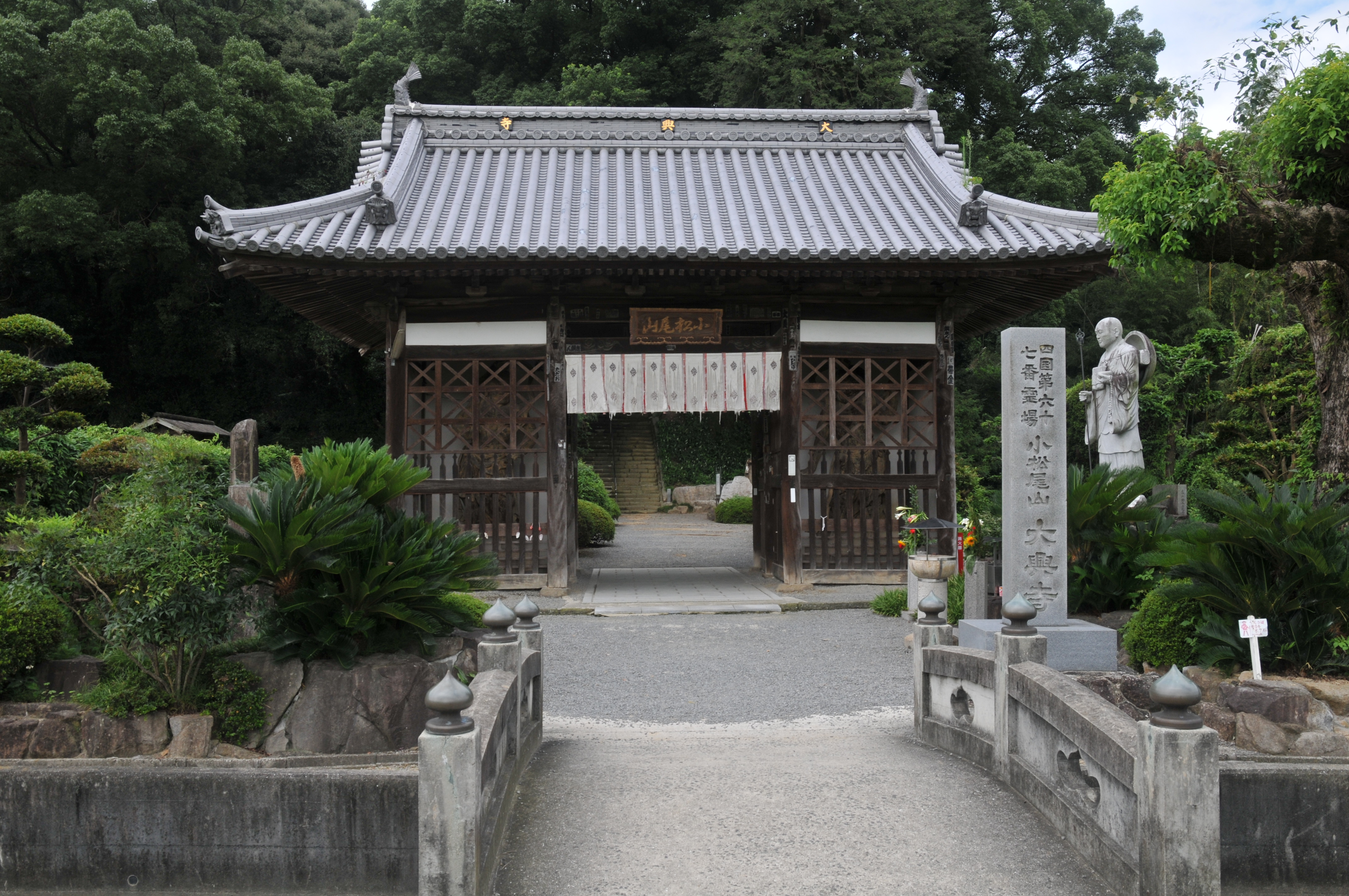
Tempeltor
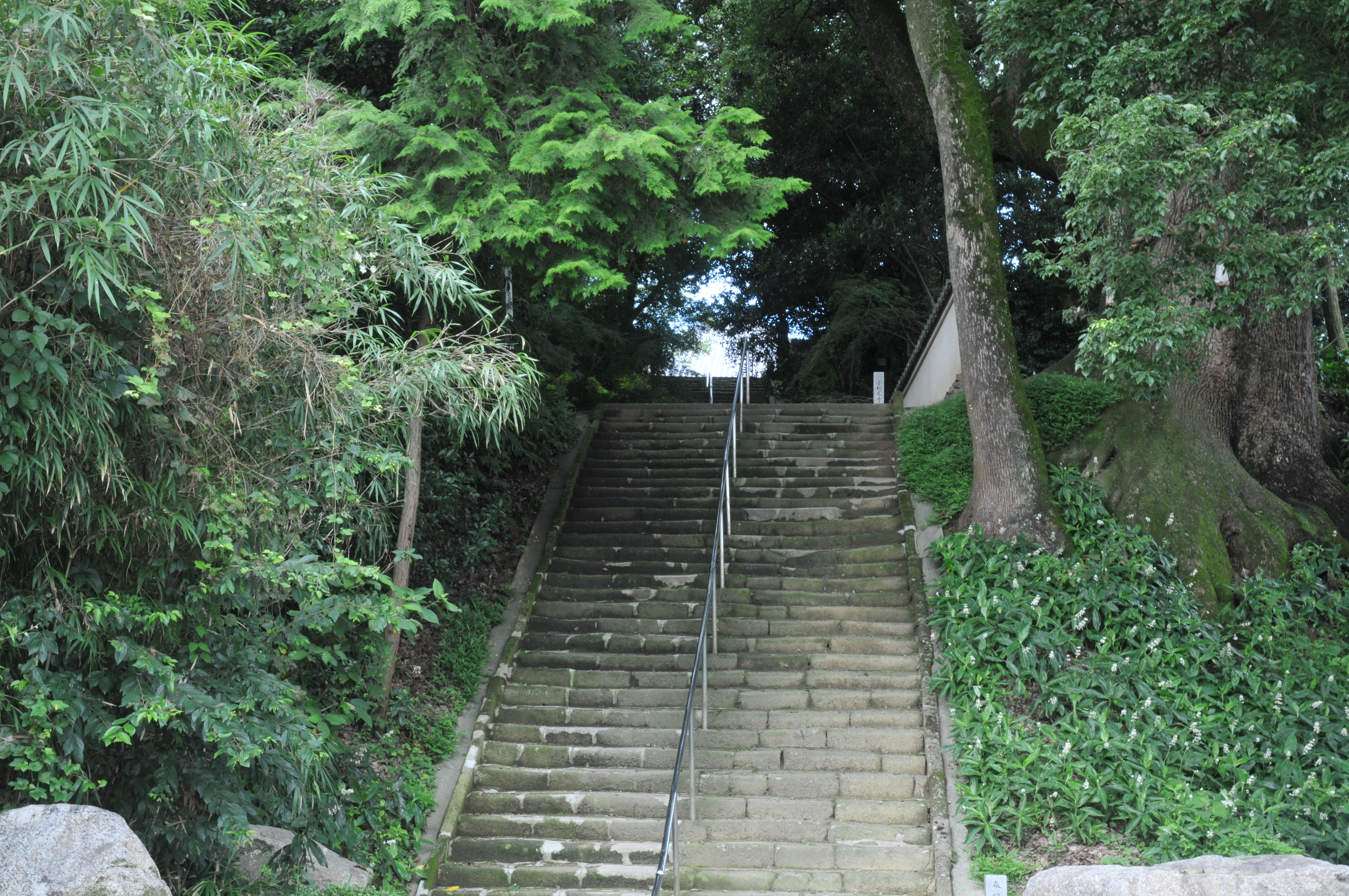
Treppe zum Tempel
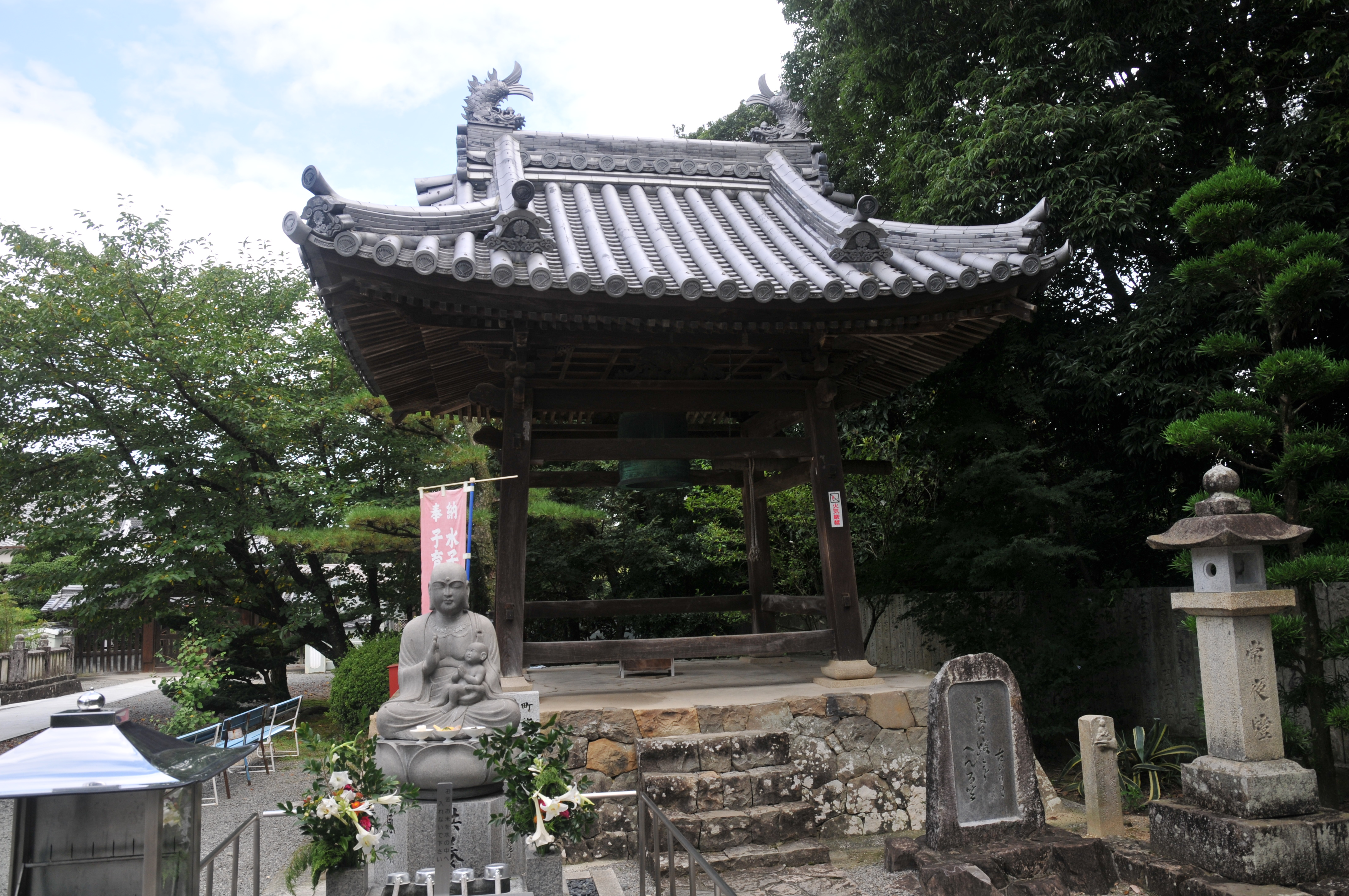
Tempelglocke
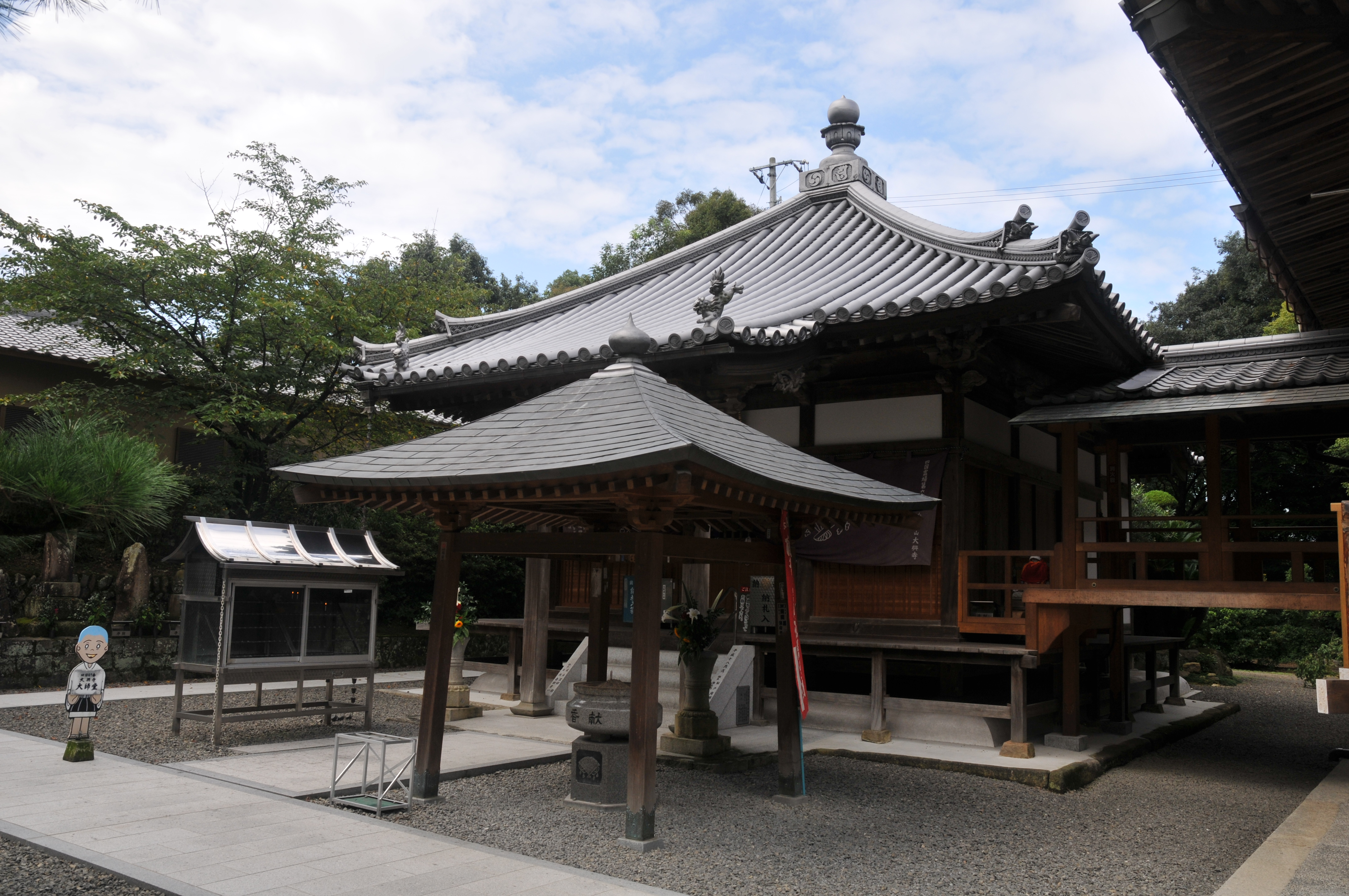
Daishidō
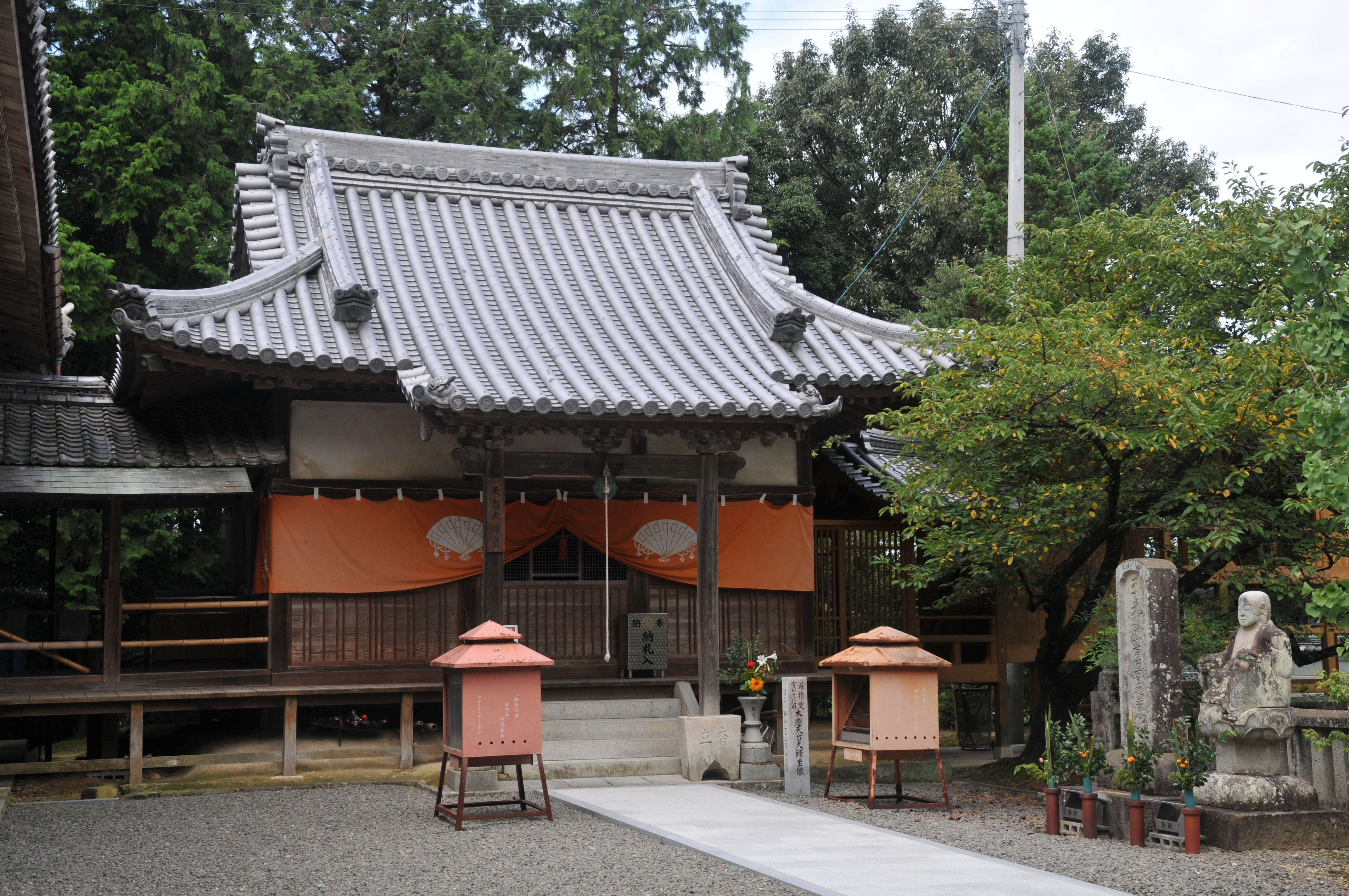
Tendaidaishidō